# Anatole de Vivès
Pour les articles homonymes, voir Vivès (homonymie).
Anatole Vivès, né à Écueil (Marne) le 8 mai 1802 et décédé à Paris le 27 mai 1884, était un général français.

## Biographie
Admis à l'École polytechnique en 1821, sorti dans l'artillerie en 1823, il est nommé colonel du régiment d'artillerie à pied de la Garde impériale le 14 mars 1855, général de brigade le 17 octobre 1857, commande une brigade d'artillerie pendant la campagne d'Italie et est promu commandeur de la Légion d'honneur en août 1859.
Il passe dans le cadre de réserve eu 1864, et prend sa retraite en 1878 ; l'un de ses frères a été longtemps adjoint au maire de Reims.